# 磁光克尔效应
在物理学中，磁光克尔效应（英語：Magneto-optic Kerr effect，缩写: MOKE）或表面磁光克尔效应（SMOKE）是磁光效应之一。 它描述了从磁化表面反射后的光的变化。 它用于克尔显微镜等设备的材料科学研究，以研究材料的磁化強度结构。

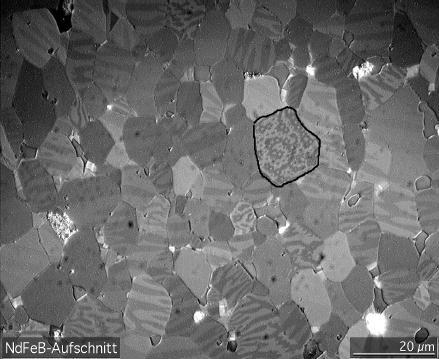
通过与克尔显微镜的对比，几个具有磁畴的NdFeB晶粒可见。

## 定义
被磁化表面反射的光可以改变偏振和反射强度。 效果类似于法拉第效应：法拉第效应描述了通过磁性材料传输的光的变化，而克尔效应描述了从磁性表面反射的光的变化。 这两种效应都是由介电张量{\displaystyle \varepsilon }的非对角线分量引起的。 这些非对角线分量使磁光材料具有各向异性介电常数，这意味着其介电常数在不同方向上是不同的。 介电常数会影响材料中的光速：
{\displaystyle v_{p}={\frac {1}{\sqrt {\varepsilon \mu }}}}
其中{\displaystyle v_{p}}是穿过材料的光速，{\displaystyle \varepsilon }是材料介电常数，{\displaystyle \mu }是磁导率; 因此光的速度取决于其方向。 这导致偏振入射光的相位波动。

## 几何形状
磁光克尔效应可以通过磁化強度矢量相对于反射表面和入射平面的方向进一步分类。

根据铁磁体的磁化向量与光的入射面的关系，磁光克尔效应又可分成三类：
极向磁光克尔效应 (Polar)磁化向量垂直反射面，但与入射面平行。
纵向磁光克尔效应 (Longitudinal)磁化向量和入射面及反射面同时平行；
横向磁光克尔效应 (Transversal)磁化向量和入射面垂直，但平行于反射面。
磁光克尔效应一般受到磁体表面深度为10-20 nm范围内的磁畴影响。因此，它最适合用于磁性薄膜磁性的研究。另外，也可用此效应做成显微镜，作为磁性研究的一种手段。
克尔效应的具体现象是，从铁磁体表面反射的线偏振光变成了椭圆偏振光；并且其长轴（major axis）发生转动；转动的大小与表面磁畴的磁化向量成分成正比。它的物理根源是磁圆二色效应；在磁性材料中，光和自旋-轨道耦合，导致对左、右旋的偏振光吸收不同的缘故。

## 应用

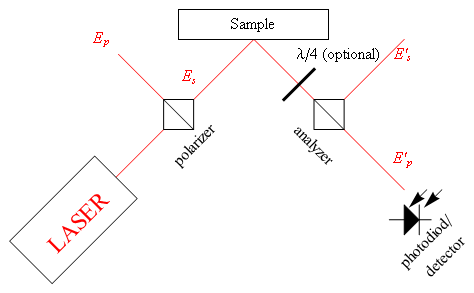
观察磁光克尔效应的光学实验

### 显微镜
克尔显微镜依赖于磁光克尔效应以对磁性材料表面上的磁化差异进行成像。 在克尔显微镜中，照明光首先通过偏振片滤光器，然后从样品反射并通过分析仪偏振滤光器，然后通过常规光学显微镜。由于不同的磁光克尔效应几何形状需要不同的偏振光，因此偏振器应该可以选择改变入射光的偏振（圆形，线形和椭圆形）。 当偏振光从样品材料反射时，可能发生以下任何组合的变化：克尔旋转，克尔椭圆率或偏振幅度。 极化的变化由分析仪转换成可见的光强度变化。 计算机系统通常用于根据这些极化变化在表面上产生磁场图像。

### 磁介质
磁光碟（magneto-optical disc, MO disc）于1985年推出。磁光碟使用激光和电磁铁编写。 激光器将碟片加热到其居里温度以上，此时电磁铁将该位置定位为1或0。为了读取，激光器以较低的强度操作，并发射偏振光。 分析反射光，显示0或1之间的显着差异。

## 发现
磁光克尔效应于1877年由约翰·克尔(John Kerr)发现。